# Dấu chấm lửng
Dấu chấm lửng hay dấu ba chấm (...) là một dấu câu được sử dụng rộng rãi trong các câu văn trên toàn thế giới.
Dấu chấm lửng có rất nhiều công dụng:
- Tỏ ý còn nhiều sự vật, hiện tượng tương tự chưa liệt kê hết;
- Thể hiện chỗ lời nói bỏ dở hay ngập ngừng, ngắt quãng;
- Làm giãn nhịp điệu câu văn, chuẩn bị cho sự xuất hiện của nhiều từ ngữ biểu thị nội dung bất ngờ hay hài hước, châm biếm.[1]
- Gợi sự lắng đọng của cảm xúc không thể nói thành lời.
- Đặt sau từ ngữ tượng thanh để biểu thị sự kéo dài âm thanh.
- Trong tình huống thể hiện cảm xúc nó cũng có thể là sự ngại ngùng, ngạc nhiên, sửng sốt khi phải đón nhận 1 điều gì đó.

## Áp dụng
Tùy thuộc vào bối cảnh và vị trí trong một câu, dấu ba chấm có thể chỉ ra một suy nghĩ chưa hoàn thành, một tuyên bố ban đầu, một chút tạm dừng, một giọng vang vọng, hoặc một sự lặng im căng thẳng hoặc vụng về. Ngoài ra có thể sử dụng dấu chấm lửng để đi vào im lặng — ví dụ: "Nhưng tôi nghĩ anh ấy..." Khi được đặt ở đầu hoặc cuối câu, dấu ba chấm/chấm lửng cũng có thể truyền cảm giác u sầu hoặc khao khát.